# David Klöcker Ehrenstrahl

Selbstbildnis mit Allegorien (1691)

David Klöcker Ehrenstrahl (* 23. September 1629 in Hamburg; † 1698 in Stockholm) war ein schwedischer Maler. Er wird der „Vater der schwedischen Malerei“ genannt.

## Leben
David Klöcker Ehrenstrahl studierte, wie viele seiner Zeitgenossen, Malerei in den Niederlanden. Gegen 1652 kam er im Gefolge des schwedischen Marschalls Carl Gustav Wrangel nach Schweden. Er wurde von der Königin Hedwig Eleonora, der Ehefrau des Königs Karls X. Gustav, gefördert, die ihm ein Studium in Italien ermöglichte. Nachdem er auch noch den französischen und den englischen Hof besucht hatte, kehrte er 1661 nach Stockholm zurück, wo er den Titel hovkonterfejare („Hofporträtmaler“) bekam. Er erhielt eine große Zahl von Aufträgen, die er nur mit der Hilfe von Mitarbeitern bewältigen konnte. 1674 wurde er geadelt.
David Klöcker Ehrenstrahl malte vor allem Porträts, aber auch repräsentative Prachtgemälde und Tierbilder. Sein prachtvoller Barockstil befriedigte das Darstellungsbedürfnis der damals jungen schwedischen Großmacht. Sein Gemälde Rühmliche Heldentaten schwedischer Könige, das im Schloss Drottningholm zu sehen ist, wurde im Jahr 2000 vom Graveur Czesław Słania auf Schwedens bisher größter Briefmarke abgebildet.
Mit seiner Frau Maria Momma († 1681) war er Vater der Malerin Anna Maria Ehrenstrahl, deren Talent er erkannte und ihr er auch den ersten Zeichenunterricht gab.